# قره‌خان بی‌لی (فضولی)
قره‌خان بی‌لی (ترکی آذربایجانی: Qaraxanbəyli) یک منطقهٔ مسکونی در جمهوری آرتساخ است که در استان هادروت واقع شده‌است. این دهکده در خط آتش‌بس میان نیروهای تدافعی جمهوری آرتساخ و نیروهای مسلح جمهوری آذربایجان قرار دارد. ادعاهایی مبنی بر نقض آتش‌بس در مجاورت روستا وجود داشته است.